# ما بعد الاستشراق
ما بعد الاستشراق هو مصطلح اطلقته ميليتشا باكيك هايدن الأستاذة الزائرة في جامعة بيتسبرغ وهو مرتكز على تدرج الشرقنة.
يستند هذا المفهوم على أفكار إدوارد سعيد في الاستشراق. ويقال أنها تأثرت بلاري وولف، لكنها في الحقيقة استخدمت مصطلح «ما بعد الاستشراق» في مقال لها بالاشتراك مع زوجها روبرت هايدن سنة 1992، أي قبل أن ينشر ولف أفكاره عن شرق أوروبا.
هذا المفهوم مبني على أن كل منطقة تعرض ثقافة وتقاليد الشعوب الساكنة شرقاً وجنوباً بأنها أكثر تحفظاً وبدائية. لذلك فإن ما يعتبر استشراق لمجموعة ما يمكن أن يكونوا هم استشراقاً لمجموعة أخرى. فداخل أوروبا توجد أوروبا الشرقية وضمن أوروبا الشرقية توجد البلقان وهلم جرا.